# Stare Zadybie
Stare Zadybie – wieś w Polsce położona w województwie lubelskim, w powiecie ryckim, w gminie Kłoczew. 
W latach 1975–1998 miejscowość administracyjnie należała do województwa siedleckiego.
We wsi znajduje się zabytkowy zespół dworski oraz pomnik upamiętniający lokalizację lotniska 1 Pułku Lotnictwa Myśwskiego „Warszawa” – pierwszego na terenie Polski w okresie II wojny światowej.
Wieś jest sołectwem w gminie Kłoczew. Według Narodowego Spisu Powszechnego z roku 2011 wieś liczyła 491 mieszkańców.
Wierni Kościoła rzymskokatolickiego należą do parafii Zwiastowania Najświętszej Maryi Panny w Żelechowie.

## Historia
Wieś sięga metryką pierwszej połowy XIV wieku, w tymże okresie Lassota, kasztelan „de Zadib”, świadczy w Sandomierzu przy boku Kazimierza Wielkiego króla polskiego co miało miejsce w roku 1345 podczas spisania aktu dla klasztoru w Wąchocku. Tenże Lassota pożycza klasztorowi w 1354 roku 20 grzywien a opat zabezpiecza mu je na wsi Jabłonicy. W drugim tym akcie (pożyczki) nazwany jest kasztelan Lassota „de Zadib” (Kod. M&łop., III, 58, 102). Według registru poborowego z r. 1569 wieś Zadibie (w roku 1510 pisane Zadyb, w parafii Żelechów), należała do starostwa stężyckiego w województwie sandomierskim (była wsią królewską) i płaciła pobór od 11 łan kmiecych, 7 zagrodników i 3 komorników (Pawiński, Małop., 340).
W wieku XIX Zadybie, wieś i folwark, powiecie garwolińskim, gminie Kłoczew, parafii Żelechów, odległy 28 wiorst od Garwolina, wieś posiadała szkołę początkową, dwa młyny wodne, cegielnię, gospodarstwo rybne oraz 51 domów i 507 mieszkańców.
Spis powszechny Królestwa Polskiego z 1827 r. wykazał  53 domów 323 mieszkańców.

Dobra Zadybie składały się w r. 1894 z folwarków: Zadybie, Huta Zadybska, nomenklatur: Olszyniak i Korzelaty, rozległy był mórg 2636 w tym folwark Zadybie posiadał: grunty orne i ogrody mórg 1004, łąk mórg 258, pastwisk mórg 41, lasu mórg 669, nieużytków mórg 115; budynków murowanych 2, drewnianych 40, płodozmian 13 polowy las nieurządzony, pokłady torfu, folwark Huta Zadybska: grunty orne i ogrody mórg 382, łąk mórg 3, pastwisk mórg 6, lasu mórg 149, nieużytków mórg 10; bud. mórg 1, z drewna 8; płodozmian 4. polowy, las nieurządzony. W skład dóbr wchodziły poprzednio: wieś Z. osad 50, mórg 874; wieś Zaryte osad 20, mórg 501; wieś Korzelaty osad 9, mórg 224; wieś Kąty osad 6, mórg 135; wieś Stryj osad 42, mórg 782; wieś Pyrka osad 2, mórg 16; wieś Huta Zadybska osad 4, mórg 32.
W sierpniu 1944 na terenie wsi funkcjonowało lotnisko polowe 1 Pułku Lotnictwa Myśliwskiego „Warszawa”, stąd 23 sierpnia 1944 samoloty wojska polskiego wystartowały w pierwszy lot bojowy w rejon przyczółka warecko-magnuszewskiego.

## Galeria zdjęć

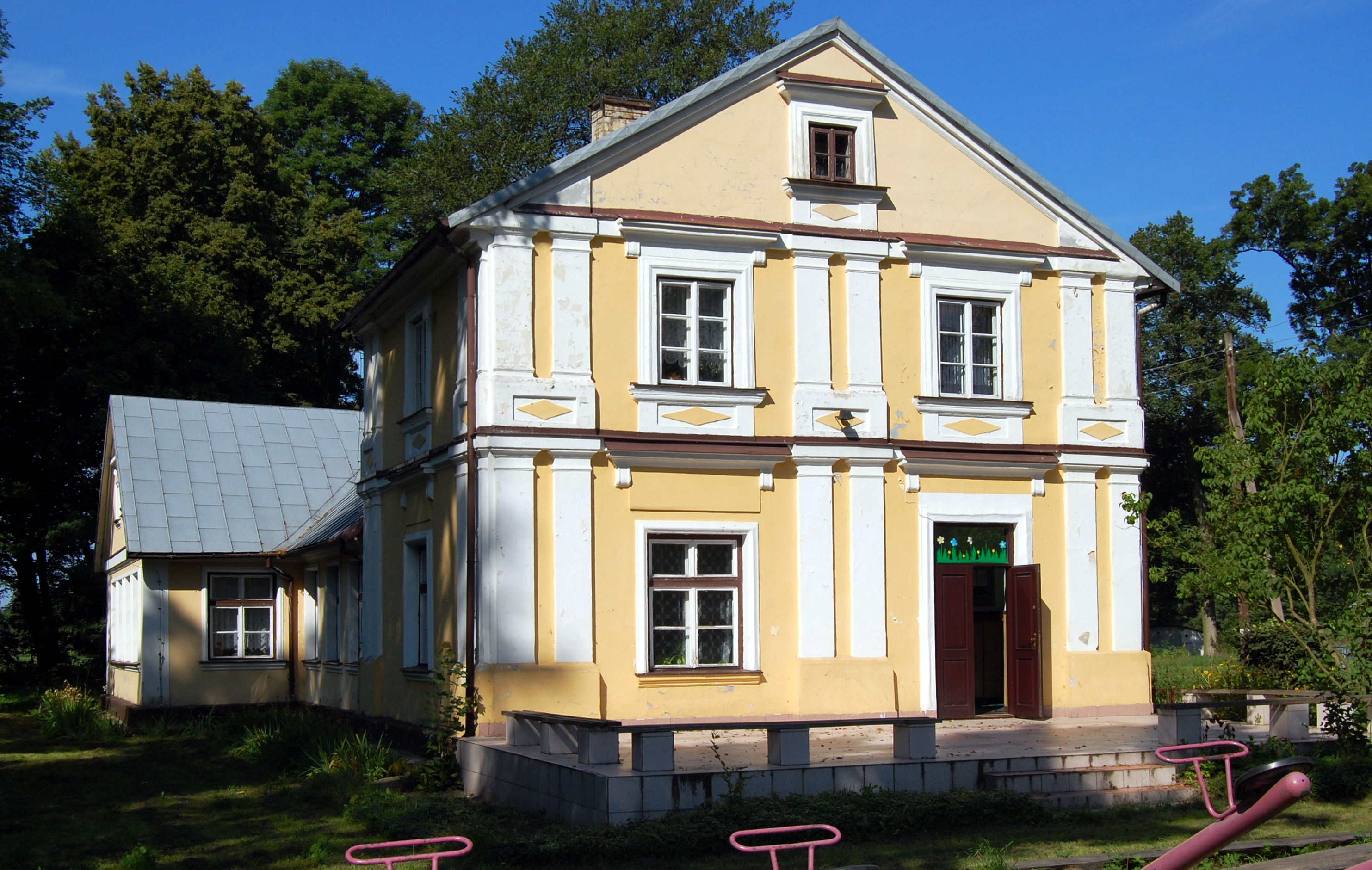
Zabytkowy dwór, obecnie szkoła
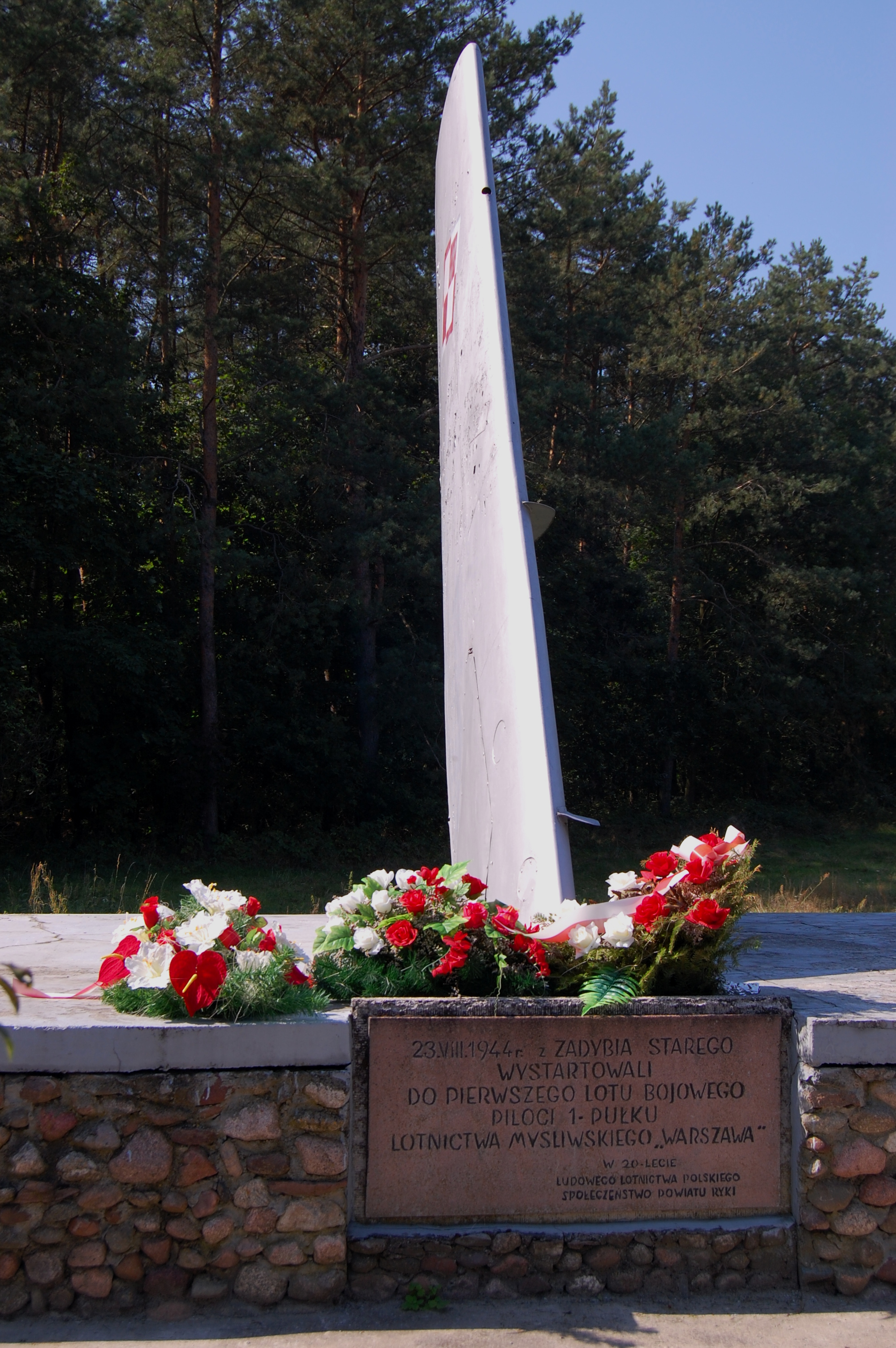
Pomnik lotników z 1964 roku, upamiętniający pierwszy lot bojowy 1 Pułku Lotnictwa Myśliwskiego odbyty 23 sierpnia 1944 r.
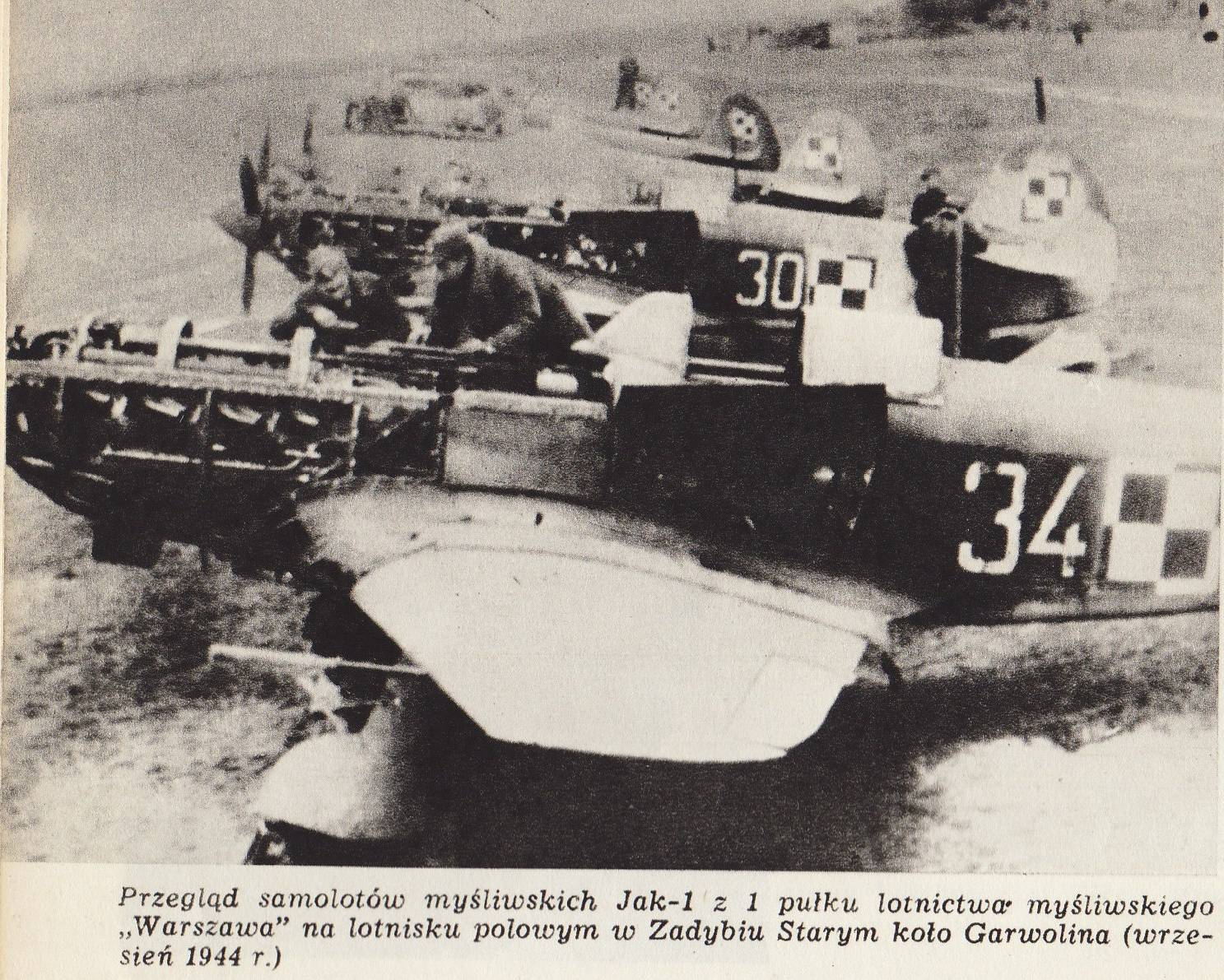
Jaki-1 1 Pułku Lotnictwa Myśliwskiego w Starym Zadybiu podczas przeglądu we wrześniu 1944